# Atma-Bodha
Ātma Bodha ou ātmabodha (Connaissance de l'Âme ou du Soi) est un texte sanskrit composé de 68 śloka (versets ou distiques) attribué à Ādi Śaṅkara (788 - 820?). L'importance de ce texte est que celui-ci précise les bases du système philosophique du Vedānta représenté par l'école de l'Advaita Vedānta. 